# مسرح المختار
في عام 1997ف شهد مسرح المختار :
إعادة تأسيس في مدينة البيضاء.
وقدم المسرح العديد من الأعمال المسرحية منها:
- اللون المرفوع: تأليف المسكين الصغير وإخراج عبد الحفيظ الشريف عام 1997ف
- مسرحية وقع الأحذية الخشنة: تأليف: واسيني الأعرج، وإخراج: عبد الحفيظ الشريف عام 1999ف
- لعُزلة: عام 2005 م تأليف عبد العظيم شلوف، وإخراج: عبد الحفيظ الشريف.

إعادة تأسيس فرقة مسرح الهواة بإدارة الفنان «عادل الشراني» وقدمت العديد من الأعمال المسرحية منها:
- عمتي الغولة: تأليف «سعد الدربال» وإخراج «سليمان الخشبي» عام 1997ف.
- الكاسكا: تأليف «منصور بوشناف» 1999ف وإخراج «سعد الحمري»
- السور: تأليف «مفتاح العماري» وإخراج «سليمان الخشبي»2003ف
- التتار قادمون: إعداد وإخراج "سليمان الخشبي 2005ف.
- البوابة: تأليف الصديق بودوارة، وإخراج سليمان الخشبي.

وقدم هذه الأعمال عدد من الفنانين نصنفهم على أنهم من الجيل الثالث للمسرح وهم: يونس عبد الرازق – ورجب فرج - فتحي الساحلي - فتحي السلمي - خليفة السلمي - رافع محمد عيسى – المهدي الهيلع – سالم عبد الحميد - عبد القادر العلواني - إبراهيم إدريس – امباركة الشرقاوي - جمال بوغزيل - توفيق عبد الغني – موسى العماري - عبد الله عبد الباري - محمد سعد - محمد امطلل – سليمان رزق –أيمن بالرز - إيهاب القرشي - أحمد الهرام – كمال سعيد – مصطفى فرج رافع يوسف – عصمان حويج – وليد غيث - ناصر دعبس – فوزي الهرش - أحمد عبد العظيم – حاتم أحمد – حمدي المسماري - موسى الصابر - شرح البال عبد الهادي – كمال سعيد - عادل كبران - عطية نويصري - جميلة الحضيري - أحمد نويجى - خالد لطفي - أشرف خنفر - مراجع القداري – صالح بو زينة – عبد المنعم محمد – أحمد شعيب – مفتاح عمران - نور الدين عبد الرازق – محمد الزعلوك - موسى غانم - جمال الصول -سعد الفيتوري.
إضافة إلي بعض الممثلين من الجيل الثاني للمسرح والذين أشرنا إليهم أمثال: عبدالعالي شعيب – سعد الدلال – حمدي المنشاوي -نجاح عبد العزيز.
في عام 1997، قدم شباب المسرح الحديث العمل المسرحي الحلاّج، تأليف المسيكني الصغير، وإخراج عزالدين المهدي.
في عام 1999، قدم المسرح أيضاً الشرخ، تأليف علي الفلاح، وإخراج عزالدين المهدي.
في عام 2001-2002، قدم المسرح عملين كوميديين من تأليف علي الجهاني، وإخراج عزالدين المهدي، وهما: (المدير - سديّنا وفكيرينا).
في عام 2003، شهد المسرح تأسيس فرقة المسرح الوطني بإدارة الفنان محمد امطلل، والتي قدمت العمل المسرحي بصارة حكام، تأليف عبد الله هارون، وإخراج محمد امطلل.
في عام 2005، تأسس في المدينة مسرح (الركح)، بإدارة الفنان حمدي المنشاوي، وقد قدمت الفرقة أهم أعمالها وهي أغفير يا هو، تأليف فتح الله المجدوب، وإخراج حمدي المنشاوي، 
عام 2005، مسرحية النقاش، إعداد وإخراج حمدي العوكلي.
وفي عام 2003 قدم شباب المسرح عمل أجراس وكلاب للمخرج/ عزالدين المهدي.
وفي عام 2005 قدم المسرح الشاهد البحر من تأليف الراحل/ عبد العظيم شلوف وإخراج/ حسين مكائيل.
وفي عام 2007 قدم المسرح الحديث مسرحية أوراق مبعثرة تأليف/ علي الجهاني وإخراج / عزالدين المهدي
.